# Gymnostylus latifrons
Gymnostylus latifrons är en skalbaggsart som beskrevs av Stefan von Breuning 1970. Gymnostylus latifrons ingår i släktet Gymnostylus och familjen långhorningar. Inga underarter finns listade i Catalogue of Life.